# Газопереробний завод Хор-Хвайр
Газопереробний завод Хор-Хвайр — підприємство нафтогазової промисловості на північному сході Об'єднаних Арабських Еміратів. Станом на кінець 2010-х єдиний об'єкт такого типу в історії емірату Рас-ель-Хайма.

## Загальний опис
Завод ввели в експлуатацію у 1984 році для переробки ресурсу, поданого по трубопроводу від офшорного родовища Салех. Останнє мало доволі помірні запаси та було фактично вичерпане до кінця 2000-х. Втім, з 1994-го на ГПЗ по мультифазному трубопроводу почала надходити продукція від іншого офшорного родовища Букха, котре належить сусідньому Оману. У 2009-му тим саме шляхом почали отримувати ресурс з оманського родовища Західна Букха.
А у 2008-му ГПЗ отримав другу технологічну лінію (носить назву ‘Atlantis Train’, на відміну від більш ранньої, котра стала іменуватись ‘Bukha Train’ після укладання угоди з оманцями). Вона призначається для роботи з продукцією, поданою по трубопроводу від офшорного родовища Умм-ель-Кайвайн, котре належить суідньому емірату Умм-ель-Кайвайн (розробку веде китайська компанія Atlantis Holding, чим і пояснюється вибір назви для другої лінії ГПЗ).
‘Bukha Train’ має добову потужність з вилучення 20 тисяч барелів конденсату і 120 тон зрідженого нафтового газу (пропан-бутанова фракція). На ‘Atlantis Train’ за добу можна вилучати 800 барелів конденсату та 50 тон ЗНГ.
Конденсат експортували морським шляхом, при цьому завантажувальна система заводу могла осблуговувати танкери дедвейтом до 280 тисяч тон. Для зберігання конденсату спорудили два резервуара ємністю по 250 тисяч барелів кожен. ЗНГ постачається місцевим споживачам за допомогою автотранспорту, а його зберігання на заводі відбувається у шести резеруварах ємністю по 50 тон.
Отриманий після вилучення конденсату та ЗНГ паливний газ подається по системі газопроводів для використання у електроенергетичній, цементній та інших галузях промисловості.
Варто відзначити, що у 2017-му в Омані запустили власний газопереробний завод Мусандам, котрий перебрав на себе переробку продукції родовищ Букха та Західна Букха.